# Roland Berger (bedrijf)

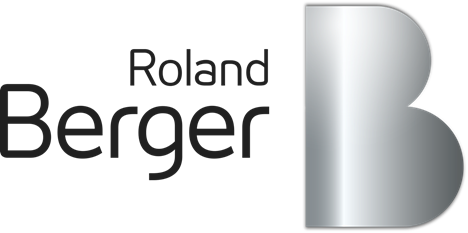
Beeldmerk van het bedrijf

Roland Berger is een adviesbureau gespecialiseerd in vraagstukken van strategie voor overheden en bedrijven.

## Geschiedenis
De Duitser Roland Berger (1937) stichtte het bedrijf in 1967 in München. Het is uitgegroeid tot een internationaal adviesbureau, met 2.400 medewerkers, verspreid over 50 kantoren in 35 landen. In 1993 opende Roland Berger een kantoor in België en in 2002 in Nederland. De vennootschap behoort toe aan circa 240 partners.
In 2010 waren er fusiegesprekken met branchegenoot Deloitte, maar de plannen werden niet doorgezet, omdat de Duitse partners zelfstandig wilden blijven. Eind 2013 besprak het adviesbureau opnieuw een overname door Deloitte. Wederom besloten de partners zelfstandig te blijven.
Aan de top van het bedrijf staat een 'Group Executive Committee': naast de bestuursvoorzitter en twee vice-bestuursvoorzitters nemen enige directeuren van regionale vestigingen en bedrijfsonderdelen zitting in de GEC. De bestuursvoorzitter is in dit Anglo-Amerikaanse model iets machtiger. Op Europees niveau staat Berger qua grootte op de derde plaats, na McKinsey en Bain & Company. Wereldwijd werd de firma in 2011 als de vierde grootste vermeld. Roland Berger is in 1998 een samenwerking met universiteiten aangegaan, waaruit enkele leerstoelen zijn ontstaan en twee wetenschappelijke publicatieseries.

## Plan voor Europese kredietbeoordelaar
In 2011 heeft Roland Berger, hierin ondersteund door de Europese Commissie, plannen gemaakt voor het oprichten van een Europese kredietbeoordelaar. Het ratingbureau moest de concurrentie aangaan met de verschillende grote Amerikaanse ratingbureaus, zoals Standard & Poor's en Moody's. Deze hebben deze markt grotendeels in handen en dulden weinig concurrentie. Dit riep de vraag op of er niet sprake is van een oligopolie. Het project is op de lange baan geschoven omdat de financiering niet rond kwam.